# Eugeniusz Faber
Eugeniusz Faber (ur. 6 kwietnia 1939 w Chorzowie, zm. 24 września 2021 w Liévin) – polski piłkarz występujący na pozycji napastnika, reprezentant Polski w latach 1959–1969, olimpijczyk.

## Kariera
Dwukrotnie sięgał po mistrzostwo Polski z Ruchem Chorzów w 1960 (2 bramki w 22 meczach) i 1968 roku (15 bramek w 26 meczach). Wystąpił w 36 meczach reprezentacji Polski, strzelając 11 bramek. Zadebiutował 8 listopada 1959 w wygranym meczu z Finlandią (6:2) w Chorzowie. Olimpijczyk z Rzymu, król strzelców Ligue 2 (grupa A) z sezonu 1972/73. Zmarł 24 września 2021 w Liévin we Francji w wieku 82 lat. Jego imieniem nazwano tamtejszy obiekt, na którym występuje klub USA Liévin Football.

## Sukcesy
Ruch Chorzów
- mistrzostwo Polski: 1960, 1967/68